# Dorien Rookmaker

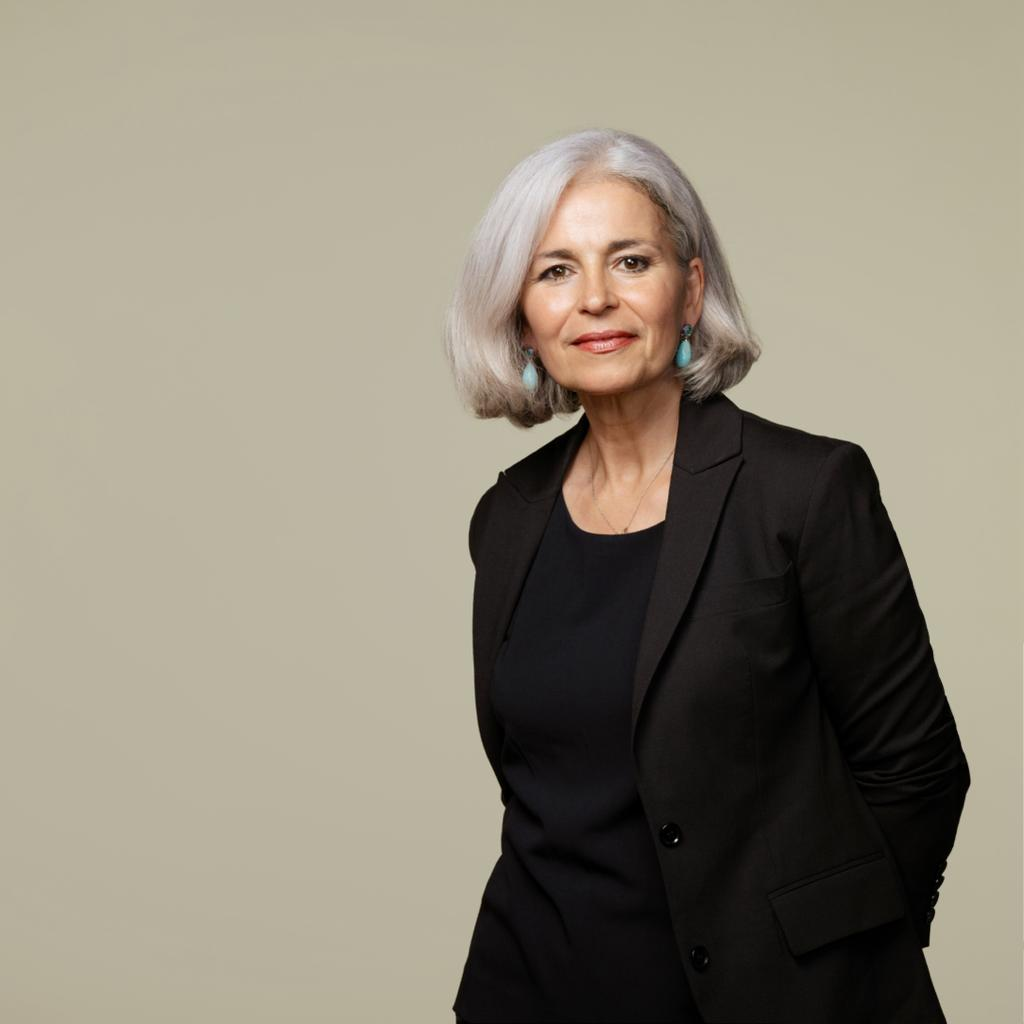
Rookmaker em 2023

Dorien Rookmaker (nascida em 30 de julho de 1964) é um política neerlandesa do Grupo Otten (GO), que actua como membro não-inscrito do Parlamento Europeu desde 2020. É membro da Comissão dos Transportes e Turismo do Parlamento.